# Yōjirō Uetake
Yōjirō Uetake (jap. 上武 洋次郎, Uetake Yōjirō; * 12. Januar 1943 in Tatebayashi, Präfektur Gunma) ist ein ehemaliger japanischer Ringer. Er war Olympiasieger 1964 und 1968 im freien Stil im Bantamgewicht.

## Werdegang
Yōjirō Uetake stammt aus Kamakura und wechselte nach seiner Oberschulzeit und der Erringung der japanischen Meisterschaft der Oberschulringer im freien Stil im Bantamgewicht 1963 zum Studium der Wirtschaftswissenschaften an die Oklahoma State University – Stillwater. Trainer Myron Roderick formte dort das außergewöhnliche Talent Uetake in kurzer Zeit zu einem Weltklasseringer im freien Stil. Von 1964 bis 1966 gewann dieser die NCAA Division I Collegiate Championships (US-amerikanische Studentenmeisterschaft) im Bantamgewicht.
1964 startete er bei den Olympischen Spielen in Tokio und gewann im Bantamgewicht mit sieben Siegen überlegen die Goldmedaille. In den entscheidenden Kämpfen um diese Medaille ließ er dem sowjetischen Meister Aydın İbrahimov und dem vielfachen Weltmeister Hüseyin Akbaş aus der Türkei keine Chance.
Nach den Olympischen Spielen setzte Uetake sein Studium an der OSU fort. Er rang dort bis 1966 und blieb in 58 Kämpfen für die Universität ungeschlagen. Von 1966 bis 1968 war Uetake Trainerassistent an der OSU und bereitete sich gezielt auf die Olympischen Spiele 1968 in Mexiko-Stadt vor. Dort gewann er seine zweite Goldmedaille im freien Stil im Bantamgewicht, gewann aber diesmal nicht alle Kämpfe, sondern rang gegen Ali Alijew aus der Sowjetunion und Aboutaleb Talebi aus dem Iran „nur“ Unentschieden.
Nach den Olympischen Spielen 1968 ging Uetake, der weder an einer Weltmeisterschaft, noch an Asienmeisterschaften teilgenommen hat, nach Japan zurück und wurde Nationaltrainer der japanischen Nationalmannschaft der Freistilringer. In dieser Eigenschaft betreute er die japanischen Ringer bei den Olympischen Spielen 1972 in München und 1976 in Montreal.
Yōjirō Uetake, der nach seiner Heirat den Familiennamen seiner Ehefrau, Obata, angenommen hat, lebt jetzt als Geschäftsmann in Kyōto. Nachdem er bereits 1980 in die National Wrestling Hall of Fame aufgenommen worden war, folgte im September 2005 auch die Aufnahme in die FILA International Wrestling Hall of Fame.

## Internationale Erfolge
(OS = Olympische Spiele, F = Freistil, Ba = Bantamgewicht, damals bis 57 kg Körpergewicht)
- 1964, Goldmedaille, OS in Tokio, F, Ba, mit Siegen über Muhamad Siraj-Din, Pakistan, Karl Dodrimont, BRD, Walter Pilling, Großbritannien, Choi Young Kil, Nordkorea, David Auble, USA, Aydın İbrahimov, Sowjetunion u. Hüseyin Akbaş, Türkei;

- 1968, Goldmedaille, OS in Mexiko-Stadt, F, Ba, mit Siegen über Marco Teran, Ecuador, Zbigniew Żedzicki, Polen, Horst Mayer, DDR u. Bishambar Singh, Indien u. Unentschieden gegen Ali Alijew, UdSSR u. Aboutaleb Talebi, Iran

## USA-Studentenmeisterschaften
- 1964, 1. Platz, F, Ba,
- 1965, 1. Platz, F, Ba, vor Joe Peritore u. Bob Campbell,
- 1966, 1. Platz, F, Ba, vor Joe Peritore u. Donald Behm